# Ricarda-Huch-Preis
Der Ricarda-Huch-Preis ist ein Literaturpreis, der von der Stadt Darmstadt in Erinnerung an die deutsche Schriftstellerin Ricarda Huch seit 1978 alle drei Jahre verliehen wird. Mit dieser Auszeichnung werden Persönlichkeiten geehrt, „deren Wirken in hohem Maße bestimmt ist durch unabhängiges Denken und mutiges Handeln“, und die die „Ideale der Humanität und Völkerverständigung als Werte der historisch-kulturellen Identität der europäischen Gesellschaft fördern“ (lt. Vergabekriterien der Stadt). Die Auszeichnung ist mit 10.000 Euro dotiert (Stand 2021).
Da der Stadt Darmstadt das Geld ausgegangen war, konnte im Jubiläumsjahr 2014 kein Preis verliehen werden. Seit 2015 wird der Betrag von dem Lions Club Darmstadt Mathildenhöhe gespendet.

## Preisträger
Die bisherigen Preisträger waren:
- 1978: Friedrich Luft
- 1981: Marcel Reich-Ranicki
- 1984: Siegfried Unseld
- 1987: Herta Müller
- 1990: Martin Walser
- 1993: Adolf Muschg
- 1996: Alexander Kluge[3]
- 1999: Ignatz Bubis (postum)
- 2002: František Černý
- 2005: Orhan Pamuk
- 2008: Hanna Krall[4]
- 2011: Sibylle Lewitscharoff[5]
- 2015: Barbara Honigmann
- 2018: Ferdinand von Schirach[6]
- 2021: Petra Reski[7]
- 2024: Philipp Peyman Engel[8]